# محمود سعد (إعلامي)
محمود سعد (28 يناير 1954 - ) إعلامي وصحفي مصري، شارك كممثل في بعض الأفلام مثل فيلم الرجل الثالث مع أحمد زكي في دور خبير الإلكترونيات وفيلم (أمير البحار) مع الممثل الكوميدي محمد هنيدي. من أشهر البرامج التي قدمها برنامج (على ورق) في قناة أم بي سي وبرنامج البيت بيتك على القناة الثانية بالتليفزيون المصري. وهو متزوج من الصحفية نجلاء بدير ولديه ابنة واحدة اسمها (مي).

## عمله الصحفي
بدأ حياته الصحفية في مجلة صباح الخير حيث التحق للعمل بها سنة 1978 كصحفي في الصفحة الفنية وتدرج في المناصب حتى أصبح رئيس القسم الفني ثم عضو في مجلس إدارتها. وأثناء عمله بمجلة صباح الخير (مجلة) كان يشغل أيضا منصب رئيس مكتب جريدة الوطن الكويتية في القاهرة على مدار عشر سنوات من عام 1984 إلى 1994 ثم عمل كمدير مكتب مجلة لها في القاهرة. عمل أيضا كرئيس تحرير لمجلة الكواكب من عام 2001 حتى عام 2006.

## عمله التلفزيوني والإذاعي
كانت بدايته كمذيع في برنامج على ورق حيث قام بإعداد وتصوير أول حلقة في البرنامج عام 2001 على قناة دريم. ثم التحق للعمل في قناة MBC والتليفزيون المصري، وقدم برنامج (البيت بيتك) في التليفزيون المصري وبرنامج (التجربة) على قناة MBC. وقدم برنامج (مصر النهار ده) على التليفزيون المصري تولى رئاسة قناة أزهري الفضائية والتي يملكها خالد الجندي وقدّم بها برنامجا دينيا باسم (وتلك الأيام). قام أيضا بتقديم العديد من البرامج التلفزيونية منها:
- على ورق على قنوات دريم وإم بي سي والتلفزيون المصري
- حلو وكداب على إم بي سي والتلفزيون المصري
- من عشرة على إم بي سي والتلفزيون المصري
- مباشر على إم بي سي
- إقلب الصفحة على إم بي سي
- اليوم السابع على إم بي سي
- زائر الليل على إم بي سي
- البيت بيتك على التلفزيون المصري
- مصر النهار ده على التليفزيون المصري
- في الميدان على قناة التحرير
- آخر النهار على قناة النهار.
- باب الخلق على قناة النهار

## أفلام ومسلسلات
- أمير البحار: 2009 - شخصيته الحقيقية
- الباطنية: 2009- بشخصيتة الحقيقية
- إسكندرية - نيويورك: 2004- (ضيف شرف)
- الرجل الثالث: 1995 - المقدم عادل

## عمله في البيت بيتك (مصر النهاردة)
انضم محمود سعد إلى فريق عمل برنامج البيت بيتك في عام 2005 وقدّم خلاله العديد من الفقرات الثابتة والمتنوعة منها 30 سؤال وأهلا بالمعارك والمواطن مصري وزائر الليل ودقوا المزاهر والذي كان يقدمه بالتعاون مع كل من تامر أمين وخيري رمضان أيام السبت والأربعاء من كل أسبوع.
في عام 2009 أصيب بوعكة صحية على الهواء مباشرة وتم نقله لمنزله ولم يستطع استكمال الحلقة وهو الأمر الذي أفزع جمهوره وقد تابعت كل البرامج المباشرة صحته من الأطباء المسؤولين عن الإشراف على صحته وكتبت الصحف جميعها في اليوم التالي على صفحاتها الأولى تطمئِن جمهوره العريض على صحته في موقفٍ كان بمثابة استفتاء عام على حب الناس له.
وقد ترك محمود سعد برنامج (مصر النهار ده) يوم 26 يناير وذلك لرفضه أن يصف الثوار الشرفاء بالبلطجية والمندسين وألا يكون بوقا للنظام السابق ويروج أكاذيبهم ، وبعد خلع الرئيس الأسبق حسني مبارك عاد إلى البرنامج وكان التصفيق الحاد من صناع البرنامج لحظة ظهوره لموقفه المشرف آنذاك
وقبل تنحي الرئيس الأسبق أقال الحكومة السابقة وجعل الفريق أحمد شفيق رئيسا للوزراء، إلا أنه بعد ما تنحى استمرت حكومه شفيق في العمل، وقتها أجبر محمود سعد على لقاء مع رئيس الوزراء وهو الأمر الذي رفضه محمود سعد لأنه لم يقبل أن يجبر على ما يخالف مبادئه وأعلن أن ما بينه وبين الفريق أحمد شفيق هو دم الشهداء في موقعة الجمل تاركاً بذلك البرنامج، مما أدّى لفشل استمرار البرنامج بعد ذلك.
ثم عمل في قناة التحرير مع الكاتب إبراهيم عيسى في برنامج جديد يسمى «في الميدان» وشاركه في العمل بالقناة الإعلامي عمرو الليثي والكاتب بلال فضل رغبةً منه في المشاركة في فكرة قناة مستقلة وليدة بروح الثورة المصرية العظيمة. وحالياً انضم لقناة النهار ليقدم عليها برنامجاً جديداً بعنوان آخر النهار ولكن بمجرد أن بدأت الانتفاضة الأولى لثورة 25 يناير -كما يسميها - عاد إلى ميدانه الإعلامي قبل أسبوعين من موعد ظهوره الرسمي للقيام بواجبه في المشاركة الإعلامية في الحدث.

## وصلات خارجية
- محمود سعد على موقع قاعدة بيانات الأفلام العربية